# Jaume l'Almoiner
Jaume l'Almoiner o Giacomo da Villa (Città della Pieve, Úmbria, 1270 - camí de Chiusi a Città della Pieve, 15 de gener de 1304) fou un jurista italià, terciari servita, que destacà per la seva caritat. És venerat com a beat per l'Església catòlica.

## Biografia
Jaume era fill d'Antonio da Villa i de Mustiola, i nasqué a Città della Pieve (Úmbria) en 1270. Educat cristianament, assistia amb freqüència a la propera església dels servites. Estudià dret a Siena i, mentrestant, demostrà una gran caritat envers els necessitats. Ja advocat, va defensar els drets dels orfes, vídues, necessitats i perseguits, sense cobrar-ne res i enfrontant-se a poderosos.
Cridat per la vocació, es va fer de l'orde tercer dels Servents de Maria. Conegué Felip Benizi, que li parlà de la crida de la Mare de Déu al seu servei. Des de llavors dedicà la seva vida al servei a Crist i al proïsme. Va voler renunciar a la seva fortuna i l'emprà en restaurar l'església i l'hospici de la ciutat, a la porta del Vecciano, perquè s'hi poguessin atendre els més necessitats. En aquest hospital, treballarà per als altres, ajudant-los, donant-los atenció mèdica, etc. Per la gran quantitat d'almoines que feia a qui ho necessitava, fou conegut com a l'almoiner.
El bisbe de Chiusi, senyor de la ciutat, volgué apoderar-se dels béns de l'hospital i el va fer tancar; Jaume, reprenent la seva tasca de jurista, recorregué la resolució al tribunals de Chiusi i Perusa i apel·là a la Cúria Romana, sortint-ne vencedor del plet i salvaguardant les rendes i béns de l'hospital. El bisbe, ressentit i amb el pretext de trobar-se per segellar la pau, convidà Jaume a anar a Chiusi: mentre en tornava cap a Città della Pieve, dos sicaris l'assassinaren per ordre del bisbe, el 15 de gener de 1304.
Segons la llegenda, escrita durant el segle xiv, uns pastors passaren pel lloc dies després i trobaren, en ple hivern, un lloc amb flors. Apropant-s'hi, sentiren una veu que els deia que era Jaume l'hospitaler i que el desenterressin i el portessin a la seva ciutat. Sorgí llavors una lluita per les seves restes entre Città della Pieve, Chiusi (cap de la diòcesi) i Perusa, la ciutat gran més propera. El cos fou posat sobre un carro tirat per dos bous, que deixaren anar lliurement: prengueren el camí de Città della Pieve i s'aturaren vora l'hospital. Fou sebollit, doncs, a l'església de San Giovanni Battista, després anomenada del Beato Giacomo.

## Veneració
Fou sebollit a l'església, després dedicada a ell. Des de llavors, fou considerat màrtir i fou venerat localment. Pocs mesos després d'haver mort Jaume, passà per la ciutat el papa Benet XI i detenint-se i informat e la vida i obra de Jaume, el va anomenar Sant Almoiner, títol amb què fou conegut des de llavors. Venerat al si de l'orde servita, fins al segle xviii no s'incoà el procés de beatificació. El seu culte com a beat fou aprovat per Pius VII el 17 de maig de 1806, i Pius IX concedí a l'orde servita que pogués celebrar missa i ofici propis el 17 de juliol de 1846.
En 1904 fou proclamat patró dels advocats italians.